# Angelópolis
Angelópolis é uma cidade e município da Colômbia, no departamento de Antioquia. Dista 48 quilômetros de Medellín, a capital do departamento. Apresenta uma superfície de 86 quilômetros quadrados e sua população, de acordo com o censo de 2002, é formada por 6 586 habitantes.